# Asuka (wrestler)
Kanako Urai (浦井 佳奈子 Urai Kanako?); n. 26 septembrie 1981, Osaka, Japonia este o luptătoare japoneză. În prezent, evoluează pentru WWE, făcând parte din brand-ul Raw. Este fostă campioană NXT, deținând titlul timp de 510 zile fiind cea mai lungă domnie a acestei centuri. Asuka este câștigătoarea primului Royal Rumble feminin care a avut loc pe data 28 ianuarie 2018.
Asuka a devenit Raw Women's Champion după ce a câștigat Money In The Bank. Becky Lynch, deținătoarea din acel moment a acestui titlu, a fost nevoită să renunțe la centură în favoarea Asukei, datorită faptului că este însărcinată.

## Campionate și realizări
- DDT Pro-Wrestling

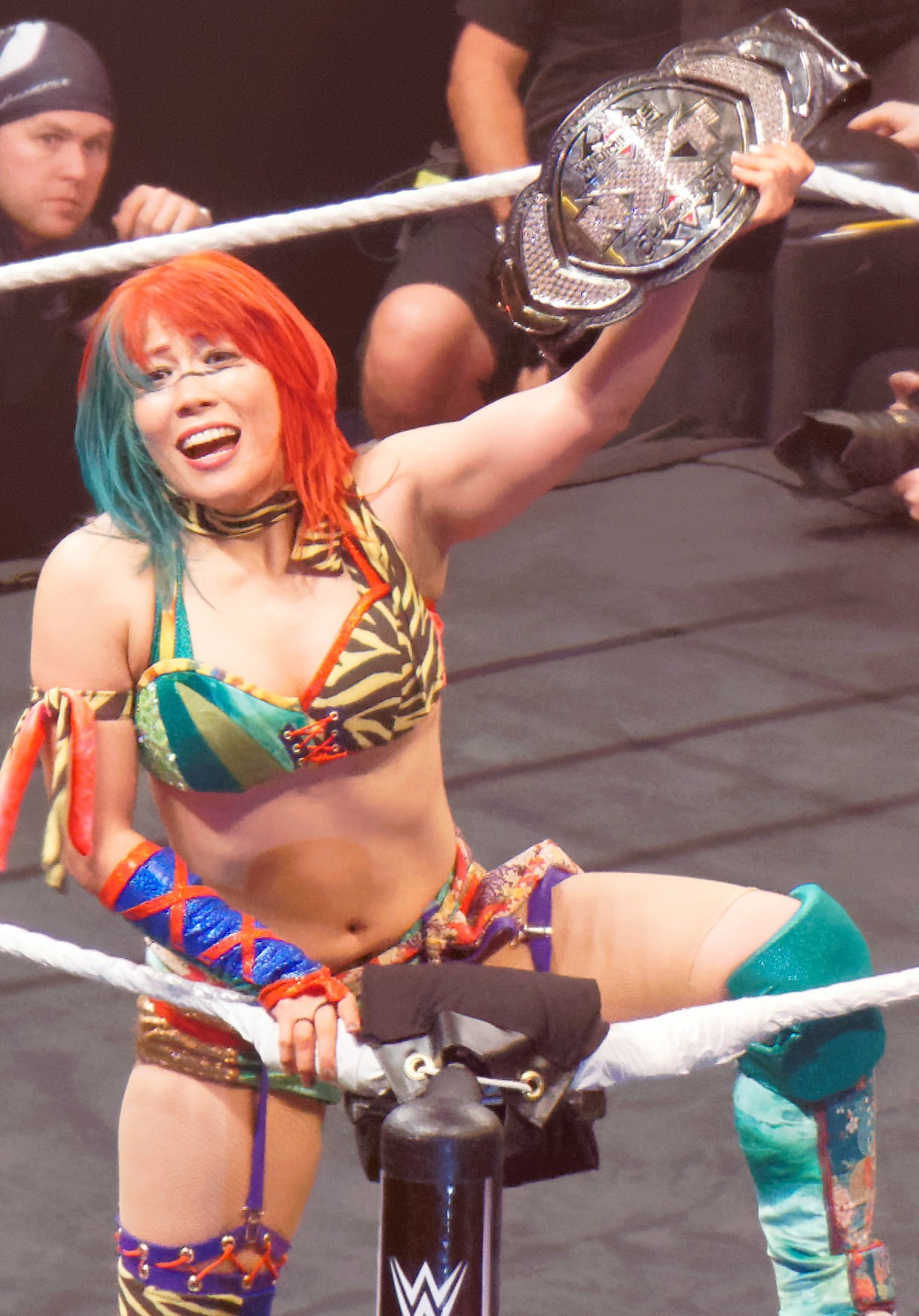
Asuka is a one-time and longest-reigning NXT Women's Champion

  - Ironman Heavymetalweight Championship (5 ori)[3]
- JWP Joshi Puroresu
  - JWP Openweight Championship (1 dată)
  - Best Bout Award (2013) vs. Arisa Nakajima pe 15 decembrie[4]
  - Enemy Award (2013)[4]
- Kuzu Pro
  - Kuzu Pro Diva Championship (1 dată)[5]
- NEO Japan Ladies Pro Wrestling
  - NEO Tag Team Championship (1 dată) – cu Nanae Takahashi
- Osaka Joshi Pro Wrestling
  - One Day Tag Tournament (2011) – cu Mio Shirai[6]
- Pro Wrestling Illustrated
  - Clasată pe No. 1 în top 50 wrestlere feminine în PWI Female 50 din 2017[7]
  - Femeia anului (2017)
- Pro Wrestling Wave
  - Wave Tag Team Championship (2 ori) – cu Ayumi Kurihara (1)[8] and Mio Shirai (1)
  - Catch the Wave (2011)[9]
  - Dual Shock Wave (2011) – cu Ayumi Kurihara[8]
- Reina Joshi Puroresu
  - Reina World Tag Team Championship (1 dată) – cu Arisa Nakajima
  - Reina World Women's Championship (1 dată)
  - Reina World Tag Team Championship Tournament (2014) – cu Arisa Nakajima
- Smash
  - Smash Diva Championship (2 ori)
  - Smash Diva Championship Tournament (2011)
- WWE
  - Royal Rumble (2018 Women's, inaugurală)
- WWE NXT
  - NXT Women's Championship (1 time)[10]
  - NXT Year-End Award (3 ori) 
    - Female Competitor of the Year (2016, 2017)[11]
    - Overall Competitor of the Year (2017)

## Legături externe
- Asuka pe Twitter
- ja Fukumen Mania profile Arhivat în 19 martie 2018, la Wayback Machine.